# Declan Hughes (Schriftsteller)
Declan Hughes (* 1963 in Dublin) ist ein irischer Schriftsteller und Regisseur.
Hughes gründete 1984 zusammen mit Lynne Parker die Rough Magic Theatre Company, das wichtigste unabhängige Theater in Irland, war bis 1992 künstlerischer Leiter der Gruppe und inszenierte sechzehn Produktionen. Seit den frühen 1990er Jahren schreibt er Bühnenstücke sowie seit 2006 Kriminalromane mit dem Privatdetektiv Ed Loy als Protagonisten. Er schrieb außerdem am Drehbuch zu dem Film The Flying Scotsman (2006) über den schottischen Radrennfahrer Graeme Obree mit.
Er lebt mit seiner Frau und zwei Töchtern in South Dublin.

## Auszeichnungen
- 1991 Stewart Parker Award und BBC NI TV Drama Award für das Stück I Can't Get Started
- 2007 Shamus Award – Best First P.I. Novel für den Roman The Wrong Kind of Blood
- 2011 Prix du polar européen für Coup de sang (The Wrong Kind of Blood)

## Blut von meinem Blut
Privatdetektiv Ed Loy aus Los Angeles kehrt nach 20 Jahren in seine alte Heimat Dublin zurück, als seine Mutter stirbt. Er hatte Irland fluchtartig verlassen, als damals sein Vater spurlos verschwand. Auf der Beerdigung seiner Mutter spricht ihn seine Jugendliebe Linda an und bittet ihn um Hilfe bei der Suche nach ihrem verschwundenen Ehemann. Bei der Recherche in der Boomtown Dublin stößt der Detektiv aber nicht nur auf gegenwärtige Machenschaften, sondern auf Spuren seiner Vergangenheit.
Der Roman „hat alle Zutaten des guten alten amerikanischen Kriminalromans der schwarzen Serie“ (Antje Deistler im WDR-Buchtipp)

## Werke

### Romane
- 2006 The Wrong Kind of Blood

→ Blut von meinem Blut, dt. von Tanja Handels; Reinbek bei Hamburg: Rowohlt 2006. ISBN 3-499-24142-0
- 2007 The Colour of Blood (US-Titel: The Color of Blood)

→ Ein Ring aus Blut, dt. von Tanja Handels; Reinbek bei Hamburg: Rowohlt 2007. ISBN 3-499-24144-7
- 2008 The Dying Breed (US-Titel: The Price of Blood)

→ Blutrivalen, dt. von Tanja Handels; Reinbek bei Hamburg: Rowohlt 2008. ISBN 978-3-499-24143-7)
- 2009 All the Dead Voices

→ Der Preis des Blutes, dt. von Anja Schünemann; Reinbek bei Hamburg: Rowohlt. ISBN 978-3-499-25218-1
- 2010 City of Lost Girls

### Drehbücher
- 2006 The Flying Scotsman (zusammen mit John Brown und Simon Rose)

### Stücke
- 1990 I Can't Get Started, Erstaufführung Rough Magic Theatre Company
- 1991 Digging for Fire, Erstaufführung Rough Magic Theatre Company
- 1993 New Morning, Erstaufführung Rough Magic Theatre Company mit The Bush Theatre, London
- 1997 Halloween Night, Erstaufführung Rough Magic Theatre Company
- 1998 Twenty Grand, Erstaufführung Abbey Theatre, Dublin
- 1999 Boomtown, Erstaufführung beim Dublin Theatre Festival
- 2003 Shiver, Erstaufführung Rough Magic Theatre Company

Stückausgaben:
- Digging for Fire & New Morning. Methuen, London 1994, ISBN 0-413-68250-1
- Plays 1: Digging for Fire, New Morning, Halloween Night, Love and a Bottle. Methuen, London 1998, ISBN 0-413-72380-1